# مثلث آبی
مثلث آبی فیلمی به کارگردانی  و نویسندگی هادی صابر محصول سال ۱۳۷۸ است.

## بازیگران
- محمد صالح‌علا
- حمیرا ریاضی
- حسین ایل‌بیگی
- مظفر مقدم
- سروش خلیلی
- صدرالدین حجازی
- علی امیدوار
- زهرا اویسی
- طیبه میامی
- سکینه آقاجانی
- ابوالفضل شاه کرم
- علی اسماعیل لو
- جواد زرینچه
- فرهاد خان‌محمدی
- نقی سیف‌جمالی
- مجید علی زاده
- فرهاد محبت
- ابوالفضل بابازاده
- پرهام دیواز
- سعید نورالهی
- حبیب ثامنیه